# Mbaïkoro
 Mbaïkoro è un comune del Ciad situato nel dipartimento di Monts de Lam, provincia del Logone Orientale.